# Mach (kärna)
Mach är en operativsystemkärna utvecklad vid Carnegie Mellon University i USA. Kärnan utvecklades i syfte att användas vid forskning om operativsystem, och användes då tillsammans med BSD-systemet, men som en ersättning för BSD-kärnan. Mach är ett av de tidigaste exemplen på en mikrokärna.
Mach och vidareutvecklingar av den har kommit att användas även i andra system, som NeXTSTEP och OPENSTEP, och är kanske mest uppmärksammat grunden i Mac OS:s kärna, samt för att som vidareutvecklingen GNU Mach vara del av GNU Hurd.